# Song hỷ

Song hỷ (Double Happiness, giản thể: 双喜; phồn thể: 雙喜; bính âm: shuāngxǐ) là một chữ trang trí truyền thống của Trung Hoa, biểu đạt cho hôn nhân và gia đình. Nó cũng là một biểu tượng được sử dụng tại Mỹ, châu Âu và các nước Đông Nam Á khác trên thế giới.
Song hỷ - 囍, được ghép từ hai chữ hỷ - 喜 (xǐⓘ, có nghĩa là "niềm vui").

## Hình ảnh

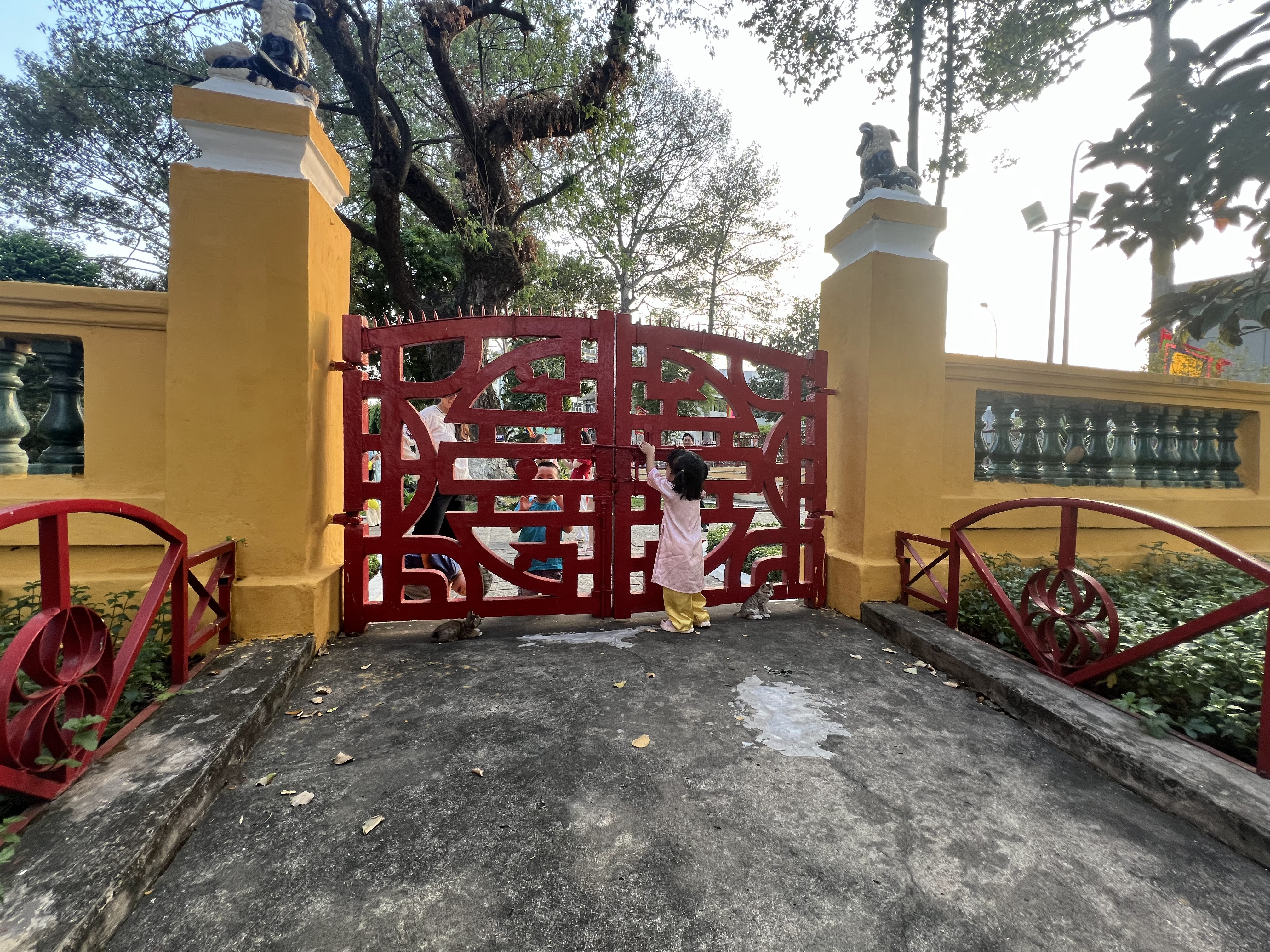
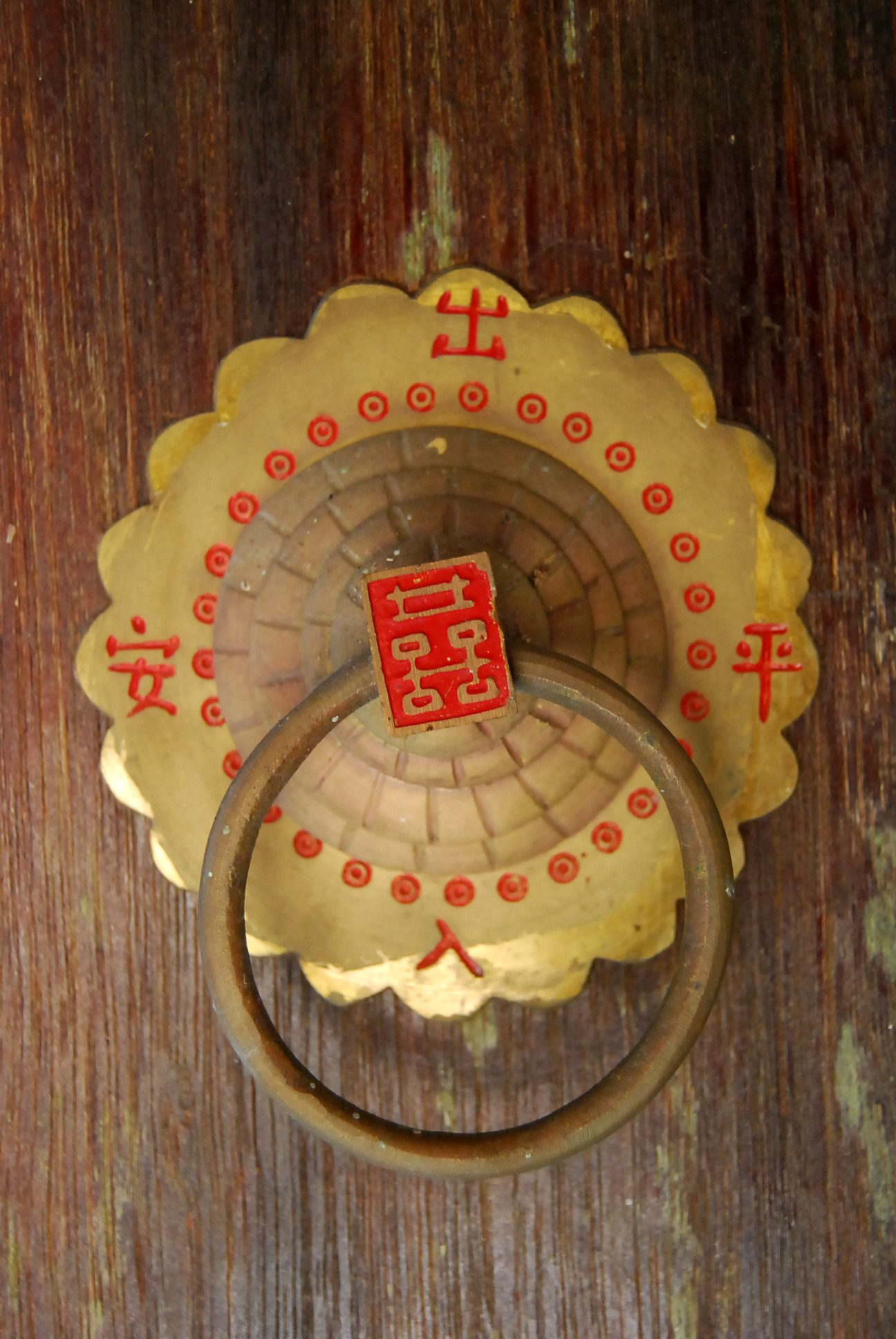
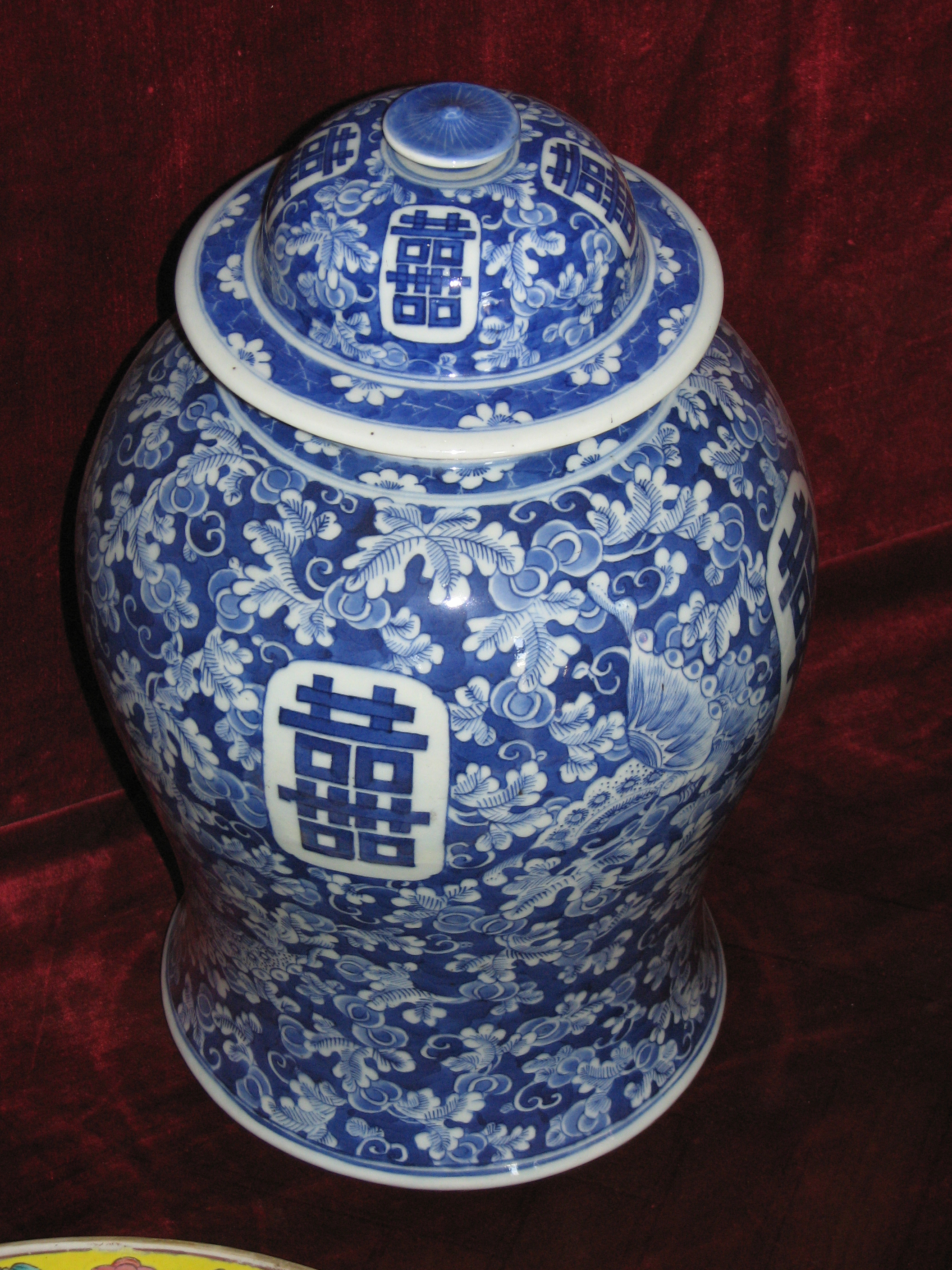
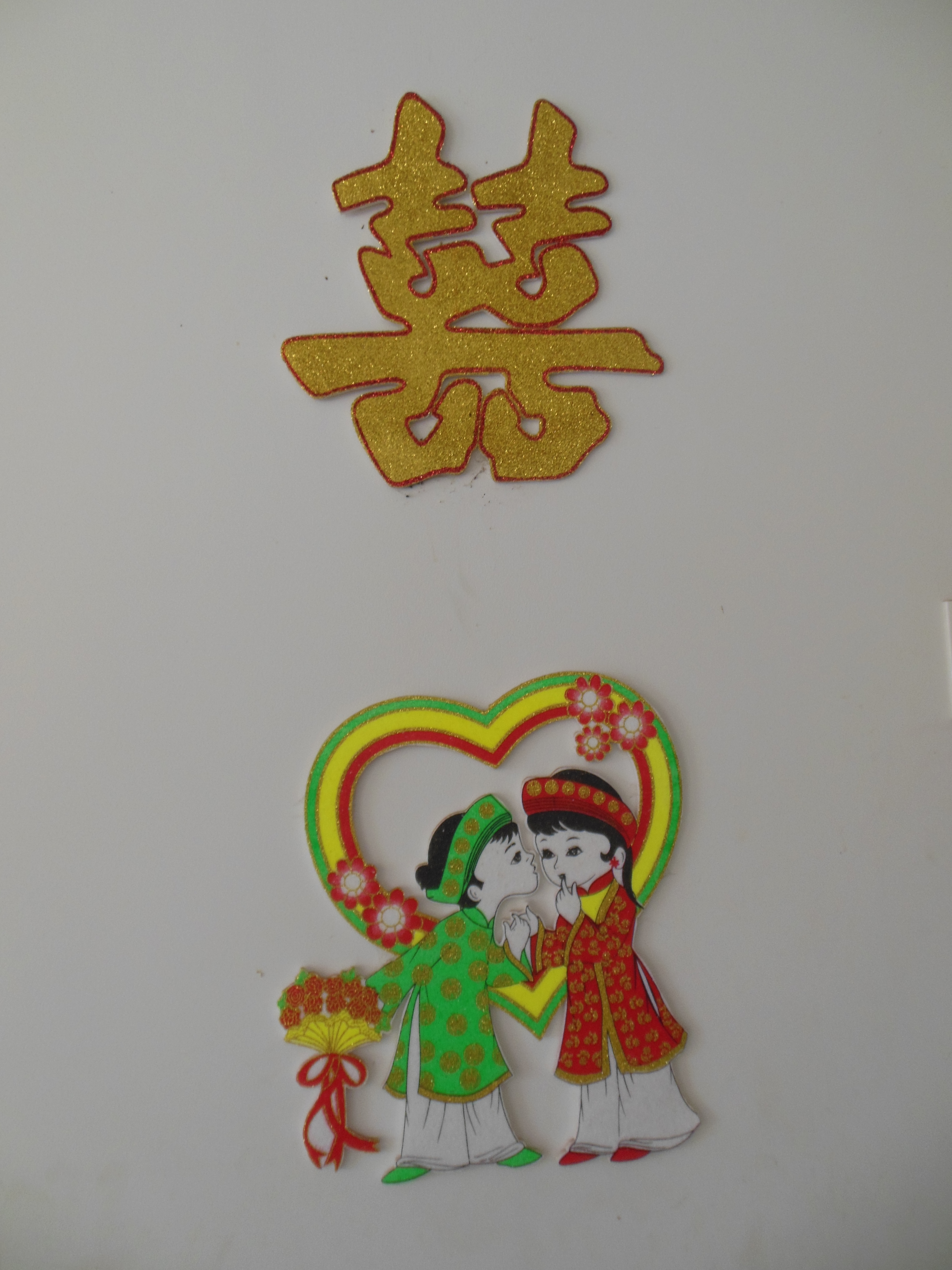
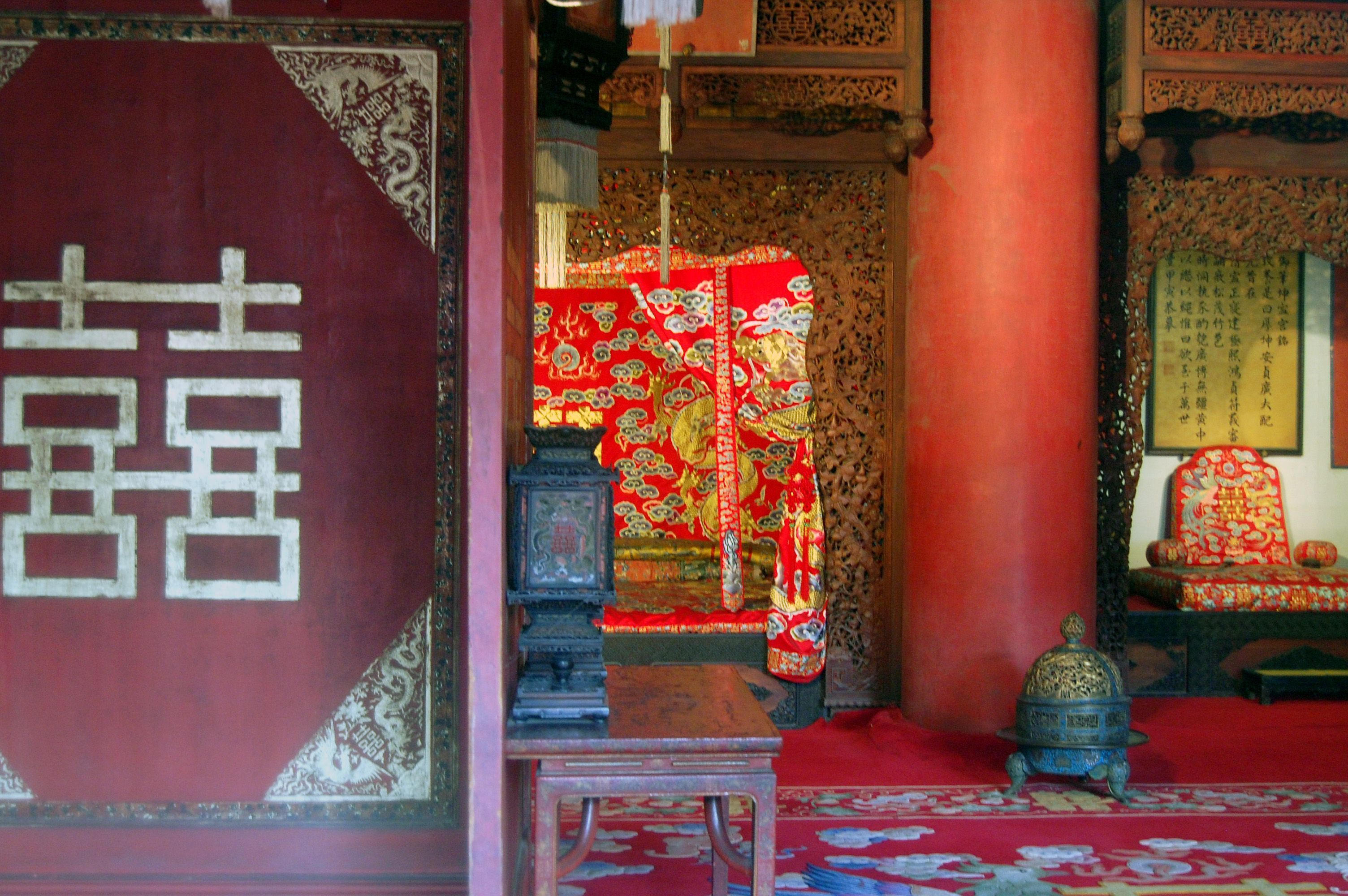
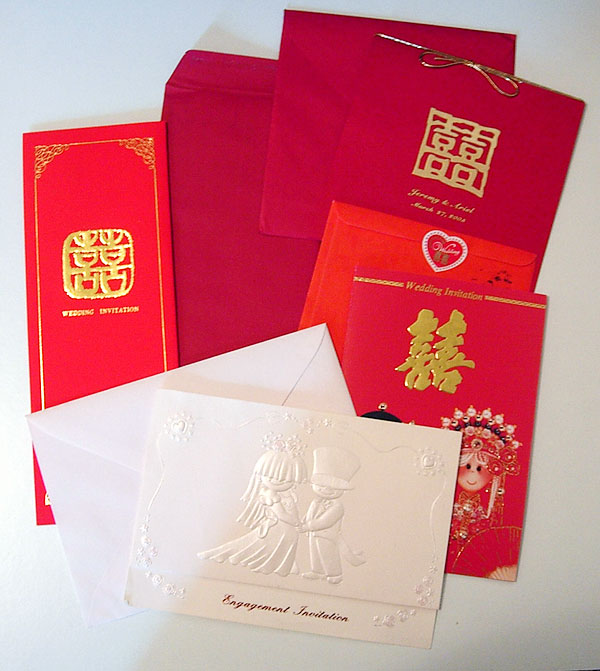
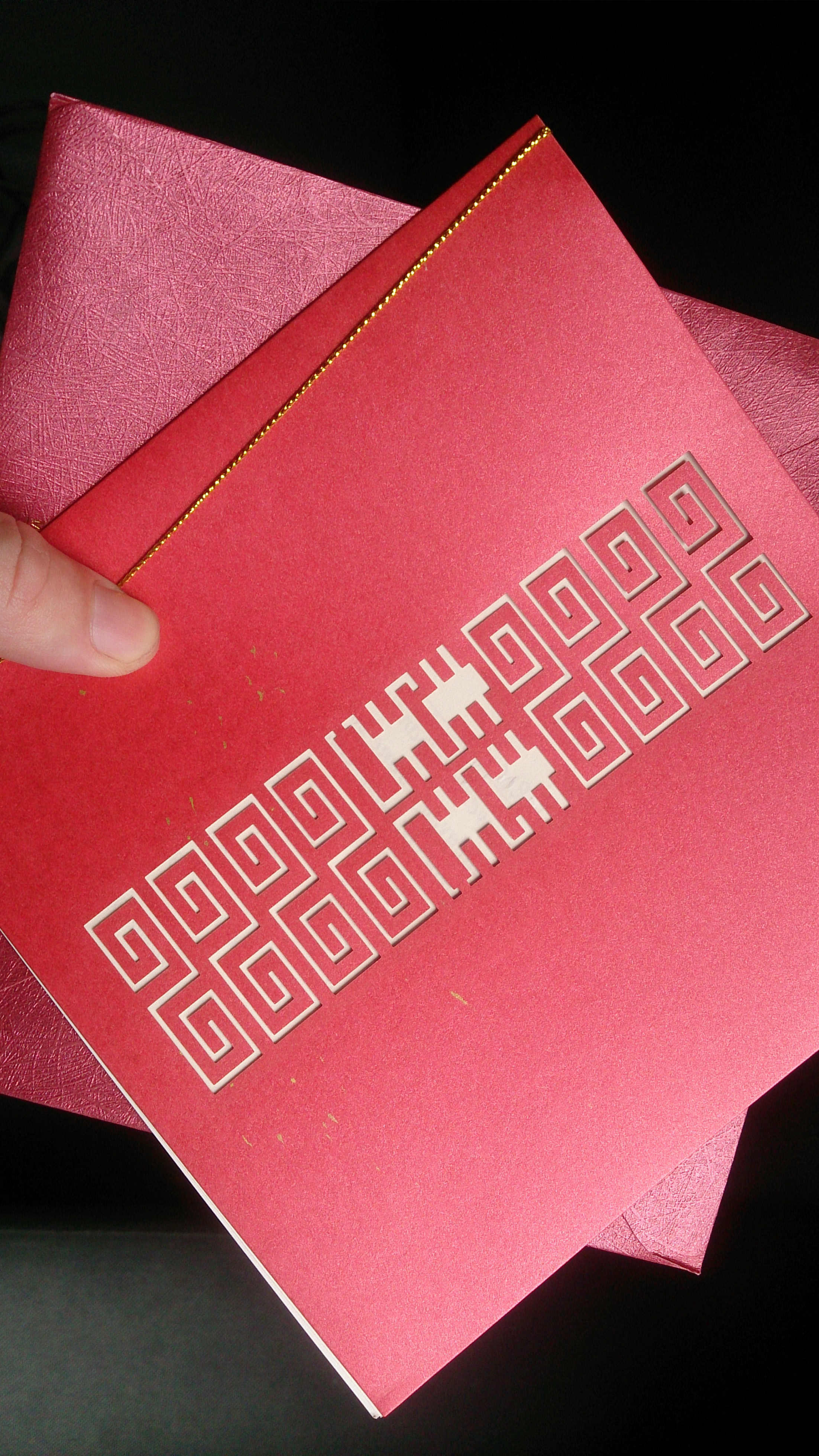
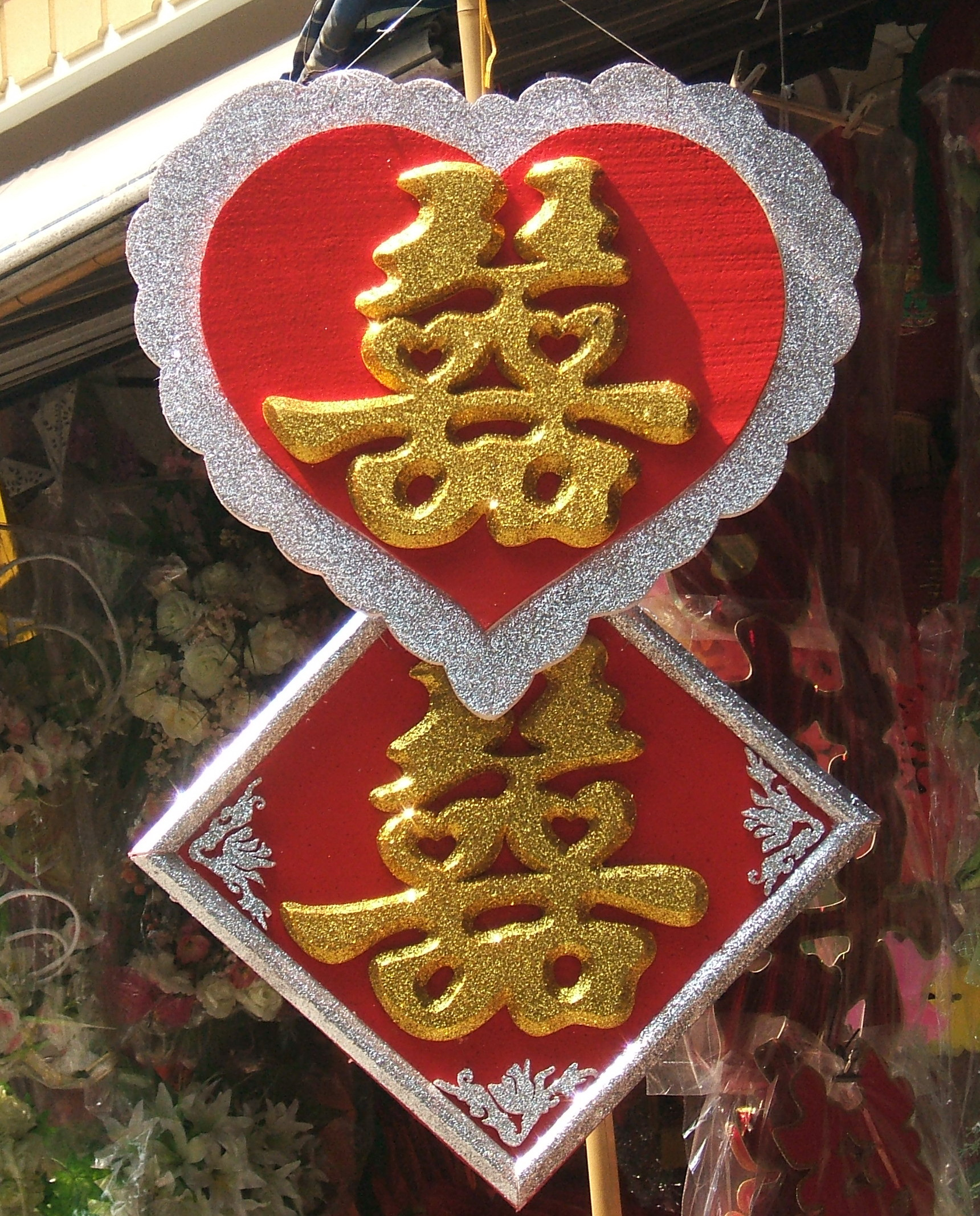
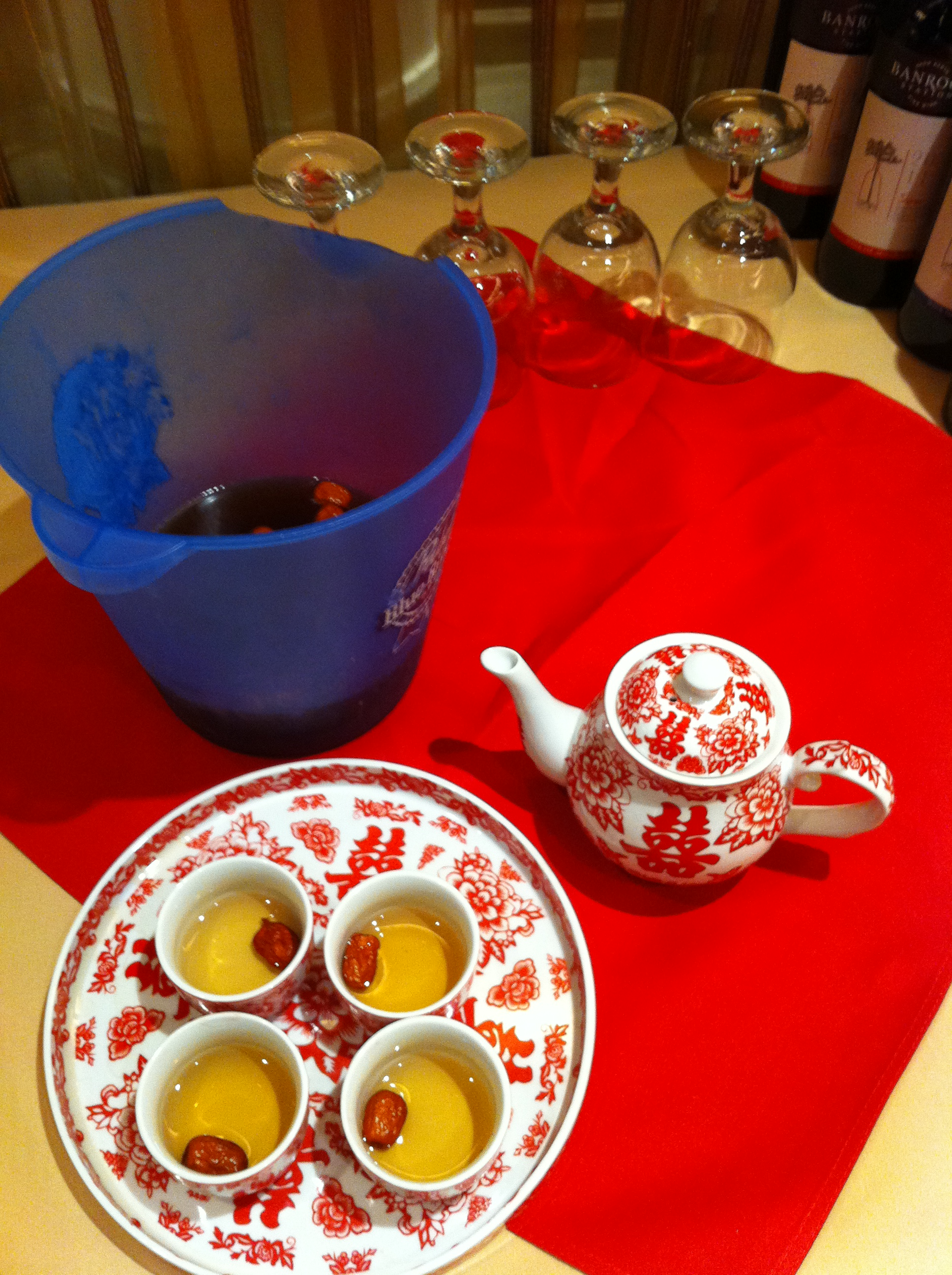
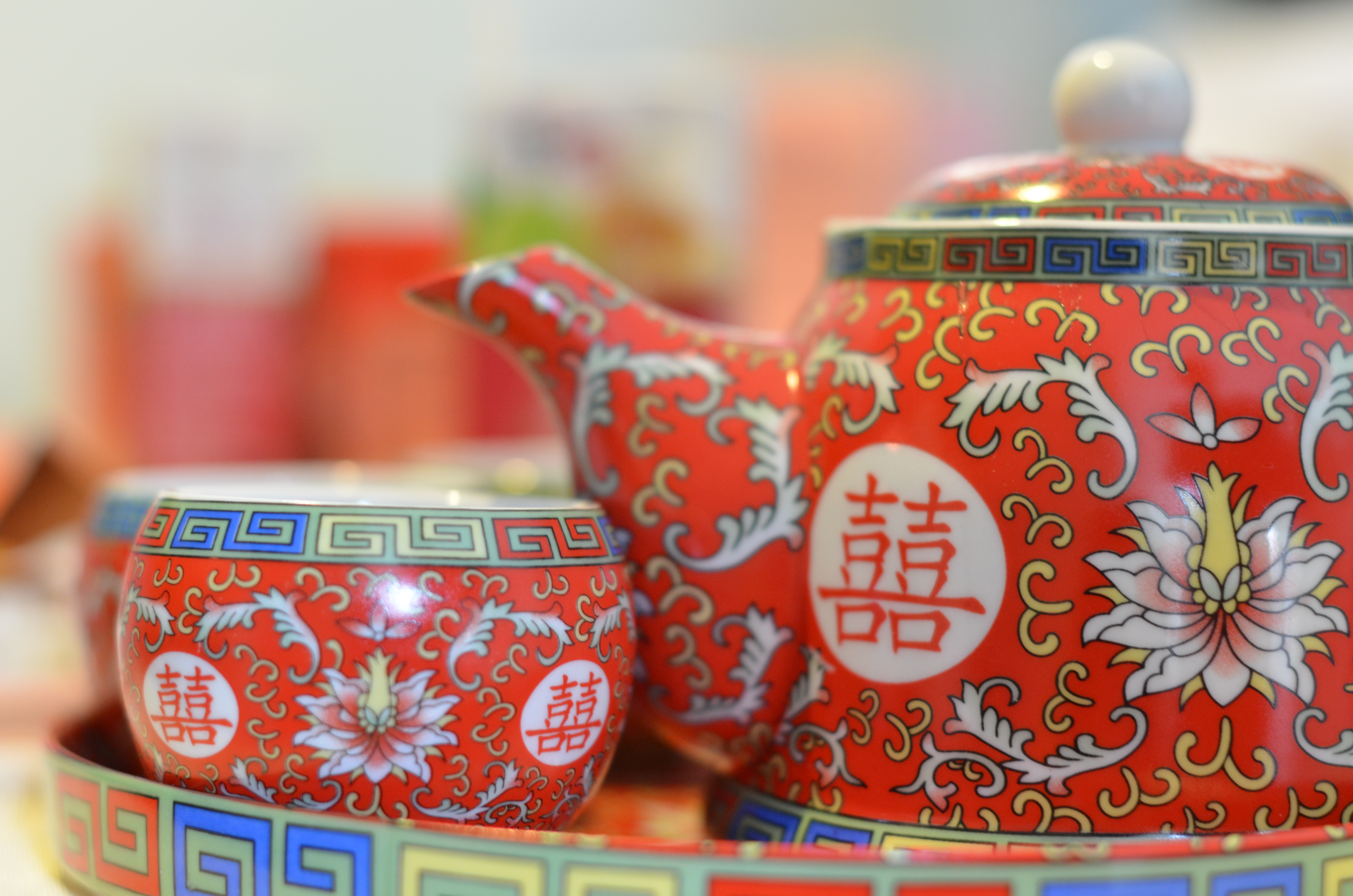
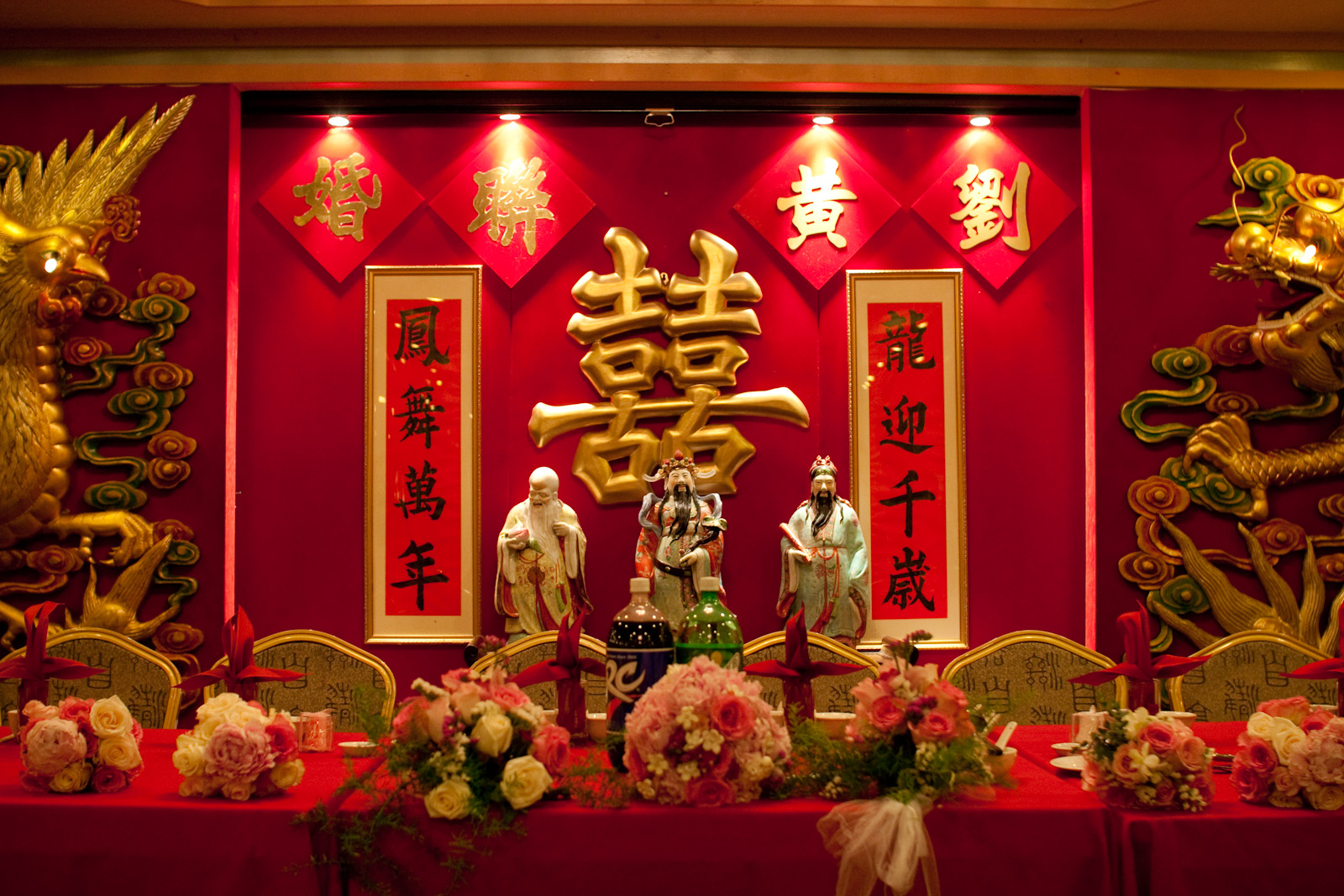